# Q36.5 Pro Cycling Team/2024
Deze pagina geeft een overzicht van de op een Zwitserse licentie rijdende wielerploeg Q36.5 Pro Cycling Team in 2024.

## Algemeen
Algemeen manager: Douglas Ryder
Ploegleiders: Helmut Dollinger, Gabriele Missaglia, Luca Quinti, Rik Reinerink, Alexandre Sans Vega, Aart Vierhouten, Piotr Wadecki, Jens Zemke
Fietsmerk: Scott
Kleding: Q36.5

## Renners

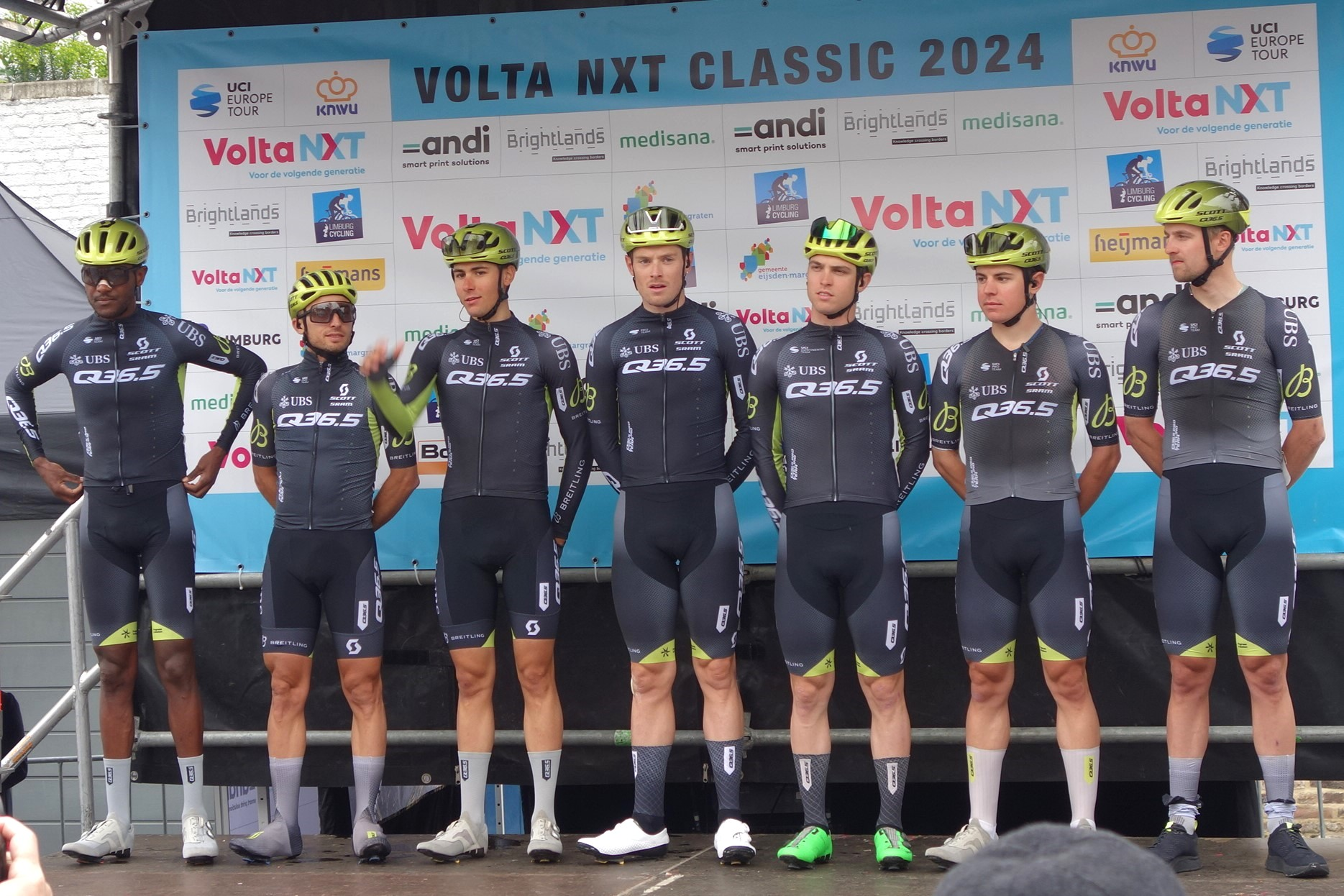
De ploeg in de Volta NXT Classic 2024.

| Naam                  | Geboortedatum | Nationaliteit       | Ploeg 2023                  |
| --------------------- | ------------- | ------------------- | --------------------------- |
| Negasi Haylu Abreha   | 09-05-2000    | Ethiopië            |                             |
| Xabier Mikel Azparren | 25-02-1999    | Spanje              | Euskaltel-Euskadi           |
| Matteo Badilatti      | 30-07-1992    | Zwitserland         |                             |
| Gianluca Brambilla    | 22-08-1987    | Italië              |                             |
| Walter Calzoni        | 08-08-2001    | Italië              |                             |
| Marcel Camprubí       | 15-09-2001    | Spanje              |                             |
| Fabio Christen        | 29-06-2002    | Zwitserland         |                             |
| Filippo Colombo *     | 20-12-1997    | Zwitserland         | Q36.5 Pro Cycling Team      |
| Filippo Conca         | 22-09-1998    | Italië              |                             |
| David de la Cruz      | 06-05-1989    | Spanje              | Astana Qazaqstan Team       |
| Tom Devriendt         | 29-10-1991    | België              |                             |
| Mark Donovan          | 03-04-1999    | Verenigd Koninkrijk |                             |
| Alessandro Fancellu   | 24-04-2000    | Italië              | EOLO-Kometa                 |
| Frederik Frison       | 28-07-1992    | België              | Lotto-Dstny                 |
| Carl Fredrik Hagen    | 26-09-1991    | Noorwegen           |                             |
| Damien Howson         | 13-08-1992    | Australië           |                             |
| Tobias Ludvigsson     | 22-02-1991    | Zweden              |                             |
| Kamil Małecki         | 02-01-1996    | Polen               |                             |
| Cyrus Monk            | 07-11-1996    | Australië           |                             |
| Matteo Moschetti      | 14-08-1996    | Italië              |                             |
| Giacomo Nizzolo       | 30-01-1989    | Italië              | Israel-Premier Tech         |
| Nicolò Parisini       | 25-04-2000    | Italië              |                             |
| Joey Rosskopf         | 05-09-1989    | Verenigde Staten    |                             |
| Szymon Sajnok         | 24-08-1997    | Polen               |                             |
| Jannik Steimle        | 04-04-1996    | Duitsland           | Soudal-Quick Step           |
| Rory Townsend         | 30-06-1995    | Ierland             | Bolton Equities Black Spoke |
| James Whelan          | 11-07-1996    | Australië           | Glassdrive Q8 Anicolor      |
| Nickolas Zukowsky     | 03-06-1998    | Canada              |                             |

* vanaf 1/8

### Stagiairs
Per 1 augustus 2024
| Naam           | Geboortedatum | Nationaliteit | Vorige ploeg         |
| -------------- | ------------- | ------------- | -------------------- |
| Jelte Krijnsen | 12-05-2001    | Nederland     | Parkhotel Valkenburg |
| Jan Sommer     | 22-08-2000    | Zwitserland   | -                    |

### Vertrokken
| Naam              | Geboortedatum | Nationaliteit    | Ploeg 2024             |
| ----------------- | ------------- | ---------------- | ---------------------- |
| Jack Bauer        | 07-04-1985    | Nieuw-Zeeland    | Gestopt                |
| Filippo Colombo   | 20-12-1997    | Zwitserland      | Q36.5 Pro Cycling Team |
| Corey Davis       | 11-10-1992    | Verenigde Staten | Gestopt                |
| Alessandro Fedeli | 02-03-1996    | Italië           | Gestopt                |
| Antonio Puppio    | 28-04-1999    | Italië           | ?                      |

## Overwinningen
| Nationale kampioenschappen wielrennen Spanje - tijdrit: David de la Cruz Ronde van Antalya Ploegenklassement: *1) GP Denain Jannik Steimle Ronde van Turkije Ploegenklassement: *2) Ronde van Hongarije Ploegenklassement: *3) Sibiu Cycling Tour 4e etappe Giacomo Nizzolo | Druivenkoers Overijse Jelte Krijnsen |  |

*1) Ploeg Ronde van Antalya: Badilatti, Calzoni, Fancellu, Małecki, Monk, Oioli, Sajnok
*2) Ploeg Ronde van Turkije: Abreha, Camprubí, Conca, Donovan, Hagen, Townsend, Whelan
*3) Ploeg Ronde van Hongarije: Badilatti, Hagen, Howson, Małecki, Moschetti, Parisini
Bingoal WB · Burgos-BH · Caja Rural-Seguros RGA · Equipo Kern Pharma · Euskaltel-Euskadi · Israel-Premier Tech · Lotto Dstny · Polti Kometa · Q36.5 Pro Cycling Team · TDT-Unibet Cycling Team · Team Corratec-Vini Fantini · Team Flanders-Baloise · Team Novo Nordisk · TotalEnergies · Tudor Pro Cycling Team · Uno-X Mobility · VF Group-Bardiani CSF-Faizanè
2023 · 2024 · 2025